# Kronologija Domovinskog rata: lipanj 1994.

### 1. lipnja
- Srpski snajperisti u Goraždu ranili tri osobe, od kojih dva četverogodišnja dječaka blizanaca, izvijestio reporter Sarajevskog radija.[1]
- Na pitanje novinara Vjesnika, kako bi benkovački Srbi dočekali Hrvatsku vojsku, srpski prebjeg Ilija Rnjak rekao da bi stariji stanovnici reagirali raširenih ruku, a da bi joj se mlađi suprotstavili ili bi pobjegli.[1]
- Izjava Alije Izetbegovića da će mirovni sporazum s Hrvatima u Bosni postati samo dio dugotrajne borbe protiv Srba naišla na neobično jaku osudu u ruskoj političkoj javnosti.[1]
- Hrvatski ministar vanjskih poslova dr. Mate Granić u Press centru 11. ministarske konferencije nesvrstanih u Kairu, među ostalim, izjavio kako neće biti ciprizacije Hrvatske.[1]

### 2. lipnja
- Washingtonski sporazum je objektivno u interesu i hrvatskog i bošnjačkog naroda u BiH, izjavio Krešimir Zubak i dodao kako smatra da i sa Srbima treba pokušati pregovarati, a ako oni to ne žele, onda imamo legitimno pravo da oružjem zaštitimo svoje interese.[1]
- U Mostaru ispraćeni posmrtni ostaci 11 Hrvata koje su 9. rujna prošle godine u Grabovici nedaleko Mostara ubili pripadnici muslimanske vojske, koja je toga dana ubila 33 civila, a za 22 ubijena još uvijek se ništa ne zna.[1]

### 3. lipnja
- Komisija UN za ratne zločine počinjene na području bivše Jugoslavije zaključila u svom završnom izvješću da su praksa etničkog čišćenja i sustavnog silovanja, primjenjivani protiv muslimanske populacije u BiH, rezultat planirane politike bosanskih Srba.[1]
- Iran je u BiH poslao 400 pasadarana, koji bi, navodno, trebali organizirati terorističke skupine, javio France presse, pozivajući se na dužnosnike američkih službi.[1]

### 4. lipnja
- U odvojenim razgovorima u francuskoj misiji u Ženevi, kontaktna skupina predočila izaslanstvima Federacije BiH i bosanskih Srba svoja viđenja unutarnjeg razgraničenja Federacije i srpske jedinice, te osnovna načela ustavnog aranžmana složene države BiH.[1]
- Bosni je uvijek odgovarala konfederacija s Hrvatskom, izjavio u intervjuu za Večernji list dr. Ejup Ganić, potpredsjednik Federacije BiH.[1]
- Kako je obznanio The Financial Times, oko Prijedora je ubijeno ili protjerano 50.000 ljudi.[1]
- U Vili Dalmacija u Splitu održan zatvoreni sastanak dr. Mate Granića, ministra vanjskih poslova Republike Hrvatske i američkog senatora Roberta Dolea, a, kako je naglašeno, vođeni su razgovori o pitanju reintegracije UNPA-područja.[1]
- Službena Moskva ogradila se od književne nagrade ratnom zločincu Radovanu Kradžiću, kojeg ruska oporba smatra pjesnikom i humanistom.[1]

### 5. lipnja
- Da bi se nastavili pregovori u Ženevi o prekidu neprijateljstava u BiH, delegacija Federacije postavila uvjet da se svi naoružani pripadnici srpskih snaga povuku iz trikilometarske zone isključenja oko Goražda.[1]

### 6. lipnja
- U Ženevi započeli pregovori o prekidu neprijateljstva u BiH, izaslanstvo Federacije BiH sastavilo prijedlog kojega je bit u tome da se ne dopusti zamrzavanje postojećeg stanja i da se primirje veže uz napredak u pregovorima o političkom rješenju.[1]
- Analizirajući odnose Hrvatske i Izraela, dr. Igor Primorac, profesor na Sveučilištu u Jeruzalemu, smatra da su oni na niskom nivou zbog predrasuda i jakog srpskog lobija u Izraelu.[1]

### 7. lipnja
- Predsjednik Republike Slovenije Milan Kučan došao u radni posjet Republici Hrvatskoj i tom se prilikom susreo s dr. Franjom Tuđmanom, predsjednikom Republike Hrvatske, Nikicom Valentićem, hrvatskim premijerom, te s nadbiskupom zagrebačkim dr. Franjom Kuharićem.[1]
- U organizaciji UNPROFOR-a u karlovačkom naselju Turanj održan novi krug razgovora predstavnika Središnje komisije za kontrolu primjene Zagrebačkog mirovnog sporazuma i predstavnika Srba s okupiranog područja, a kako je najavljeno, uskoro bi se trebalo pregovarati o gospodarskim problemima.[1]
- Visoko povjereništvo UN za izbjeglice (UNHCR) savjetovalo izbjeglicama iz BiH da se ne vraćaju u svoju domovinu.[1]

### 8. lipnja
- Na ženevskim pregovorima o BiH otpisan jednomjesečni prekid neprijateljstva, a u zajedničkoj izjavi obje strane se slažu da počevši od 10. lipnja pa sljedećih mjesec dana neće poduzimati nikakve ofenzivne akcije ili provokacije.[1]
- Najnovije informacije iz okupiranog Iloka kažu kako okupatorske vlasti provode mobilizaciju uglavnom Hrvata i Slovaka, te ih šalju na brčansko bojište.[1]
- Glavno vodocrpilište u Kakmi, iz kojeg se prije rata napajao Biograd, četnici minirali, iako je Kakma u tzv. zovi razdvajanja pod nadzorom kanadskog bataljuna UNPROFOR-a.[1]

### 9. lipnja
- Hrvatski veleposlanik dr. Miomir Žužul uputio prosvjedna pisma predstavnicima UN-a lordu Owenu i Thorvaldu Stoltenbergu, te glavnom direktoru sjedišta UN-a u Ženevi Vladimiru Petrovskom zbog neuobičajenog tretmana koji su dužnosnici Međunarodne konferencije o bivšoj Jugoslaviji i UN pružili Milanu Martiću prilikom njegova posjeta Ženevi.[1]
- Ruski veleposlanik u Hrvatskoj Lenid Kerestedžijanc za Večernji list izjavio da Moskva ne može odgovarati za Beograd te dodao da su glavna rješenja na relaciji Zagreb-Beograd-Knin.[1]
- U okupiranom Iloku ubijeni Hrvati Marija Marko (62) i njezin sin Ivan Marko (33), a stariji sin Milan preživio zločin, a u UNPROFOR-u kažu da nisu mogli pomoći ovoj hrvatskoj obitelji.[1]
- Američke novine upozoravaju na potpunu promjenu stajališta Bijele kuće te da predsjednik Bill Clinton sad podržava plan kojim će pola Bosne pripasti bosanskim Srbima.[1]
- Kanadski premijer Jean Chretien izjavio u Sarajevu, nakon susreta s premijerom dr. Harisom Silajdžićem, da se protivi ukidanju embarga na oružje, što uporno traži bosanska vlada.[1]

### 10. lipnja
- Stupio na snagu Ženevski dogovor predstavnika Federacije BiH i bosanskih Srba o suzdržavanju od ofenzivnih vojnih operacija ili drugih provokativnih aktivnosti u idućih mjesec dana.[1]
- Prema mišljenju jugoslavenske ministrice za ljudska prava i prava manjina Margit Savović, Hrvate čeka zla i neizvjesna sudbina, jer Hrvata u SRJ ne postoji; po važećem zakonu oni nisu ni narod ni manjina.[1]
- Ruski predsjednik Boris Jeljcin rekao kako Moskva i Washington imaju različit pristup rješavanju bosanskog pitanja.[1]

### 11. lipnja
- Tretman Milana Martića na Konferenciji o bivšoj Jugoslaviji u Ženevi umalo je izazvao diplomatski skandal jer mu je u tri dana čak četiri puta omogućeno da stane za govornicu UN-a, a Akashi je čak čekao da Martić završi govor novinarima.[2]

### 12. lipnja
- Armija BiH započela veliku ofenzivu protiv svog muslimanskog protivnika Fikreta Abdića, koji je proglasio autonomiju Bihaća.[2]
- Unatoč sporazumu o prekidu vatre, što je na snazi od prekjučer, borbe između postrojbi Armije BiH i jedinica bosanskih Srba nastavljene jakim intenzitetom oko Brčkog.[2]
- Više od 30 minobacačkih projektila od 120 i 80 mm srpska vojska ispalila na obrambene položaje HVO-a na oraško-šamačkom bojištu.[2]

### 13. lipnja
- U Zagrebu se susreli dr. Ivica Kostović i Yasushi Akashi te ustvrdili kako je opskrba vodom Biograda, Filip Jakova i cijelog tog kraja iz okupiranog crpilišta u Kakmi test vrijednosti cijelog Zagrebačkog sporazuma.[2]
- Posebni izaslanik UN za bivšu Jugoslaviju Yasushi Akashi izrazio duboko žaljenje zbog ispaljenih šest srpskih raketa na područje Brčkog.[2]
- Premijer BiH Haris Silajdžić zatražio od zapovjednika UNPROFOR-a Michaela Rosa zatvaranje granica između BiH i tzv. SR Jugoslavije.[2]
- Ujedinjeni narodi objavili konačan izvještaj svoje Komisije za ispitivanje ratnih zločina na područje bivše Jugoslavije i konstatirali da je etničko čišćenje koje su proveli Srbi imalo jasne vojno-političke ciljeve i da nije ništa drugo no genocid.[2]

### 14. lipnja
- Predsjednik Republike Hrvatske dr. Franjo Tuđman u službenom i prijateljskom posjetu BiH i tom prilikom otvorio veleposlanstvo u Sarajevu, a s predsjednikom Izetbegovićem dogovorio liberalizaciju tranzita kroz Hrvatsku kao i osiguranje povratka izbjeglica i prognanika po načelu svi svojim kućama.[2]
- Slovenski premijer Janez Drnovšek je o hrvatskom potraživanju od milijarde maraka od Ljubljanske banke rekao da je taj novac pitanje sukcesije negdašnje Jugoslavije, jer je ta banka imala potraživanja prema Narodnoj banci Jugoslavije.[2]
- Hrvatski veleposlanik u Sloveniji mr. Miljenko Žagar o dugu Ljubljanske banke od milijarde maraka izjavio kako Hrvatska ne traži da joj se tek tako vrate novci nego onoliko koliko banka duguje pojedincima - hrvatskim štedišama, od kojih je novac uzela.[2]
- Nakon povratka iz BiH, predsjednik Republike Hrvatske dr. Franjo Tuđman izjavio da danas imamo hrvatsko-muslimansku federaciju u BiH i njezinu konfederaciju s Hrvatskom, a to znači zajedništvo Hercegovine i Bosne s Hrvatskom, što odgovara i strateškim interesima hrvatstva u BiH, hrvatske države, ali i zapadnom demokratskom svijetu.[2]
- Odgojeni pregovori između predstavnika hrvatske Vlade i kninskih Srba, koji su se trebali održati na Plitvicama, ovog puta kamen smutnje bila je prisutnost hrvatskih novinara na pregovorima.[2]
- Samozvani predsjednik Srba u UNPA-područjima u Hrvatskoj Milan Martić izjavio je tijekom razgovora s američkim veleposlanikom Peterom Galbraithom u Kninu, rekao kako o nekim pitanjima ne može biti razgovora, jer je na srpskom narodu da odluči gdje i s kim želi živjeti.[2]
- Komisija UN, zadužena za istragu ratnih zločina učinjenih na području bivše Jugoslavije, koju predvodi Cherif Bassiouni, objavile u New Yorku zaključke svoga izvještaja.[2]

### 16. lipnja
- Posrednici pet glavnih velesila raspravljali u Londonu o mirovnim zemljovidu, prema kojem će BiH biti podijeljena između zaraćenih strana, priopćili diplomati.[2]
- Ako ne dođe do podjele BiH, britanski ministar vanjskih poslova Douglas Hurd predviđa povlačenje UN, ukidanje embarga na uvoz oružja i opći rat koji će se možda proširiti na Kosovo, Makedoniju, Hrvatsku, pa i na druga područja.[2]
- Član radne skupine Odbora za granice slovenskog parlamenta Zmago Jelinčić traži da slovenska granica s Hrvatskom bude na Mirni, dakle pretendira na hrvatski teritorij.[2]

### 17. lipnja
- Pismo Vijeća ministara EU jasno potvrđuje uključivanje Hrvatske u PHARE program što prije to bude moguće.[2]
- Prema podacima Državne komisije BiH za ratne zločine, prisilno je raseljeno, zatvoreno u koncentracijske logore i likvidirano oko 17 000 stanovnika.[2]
- Povjesničar Ljubo Boban upozorio da ne možemo biti široke ruke u Piranskom zaljevu, kao što to traže slovenski političari, jer će se sutra sličan problem pojaviti u Bokokotarskom zaljevu, a o potonjem će izravno ovisiti dugoročna sigurnost Hrvatske.[2]

### 18. lipnja
- Hrvatsko izaslanstvo je na gospodarskom forumu u Crans-Montani iznijelo podatak po kojem je Hrvatska ostvarila bruto nacionalni proizvod od oko 25 milijuna maraka, a s dohotkom po stanovniku od 3000 dolara svrstala se među srednje razvijene zemlje.[2]

### 20. lipnja
- Slovenski parlament ratificirao pet ugovora i sporazuma s Hrvatskom (ugovor o morskom ribolovu, međusobnom izvršavanju sudskih rješenja u kaznenim postupcima, o pravnoj pomoći i civilnim i kaznenim postupcima, sporazuma o zapošljavanju i trgovinsko-gospodarskim odnosima te suradnji.[2]
- Procjenjujući odnose Knina i Zagreba, srbijanski mediji zamjeraju ambasadoru SAD-a P.Galbraithu što je ustvrdio da je tzv. krajina sastavni dio Hrvatske.[2]

### 21. lipnja
- Prema pisanju ruskog lista Izvestija hrvatsko-ruski odnosi su na novim odnosima, jer kako kaže ruski veleposlanik Leonid Kerestedžijanc Hrvati se ne igraju s Moskvom.[3]
- Ministarski skup velikih sila (Sjedinjenih Država, Rusije i Europske unije) o BiH, koji se trebao održati sutra u Ženevi, odgođen za početak srpnja, jer kako navodi jedan ruski diplomat neki su ministri zauzeti.[3]
- Ministarstvo vanjskih poslova SRJ, u objavljenom priopćenju, sa zabrinutošću konstatiralo eskalaciju optužbi sa strane Bivše Jugoslavenske Republike Makedonije protiv vojske Jugoslavije - Makedonija, naime, tvrdi da je, osim što Jugoslavenska vojska grupira svoje trupe na granici, zaposjela i neke straže unutar makedonskog teritorija.[3]

### 22. lipnja
- Obilježen Dan antifašističke borbe i tim povodom predsjednik Republike Hrvatske dr. Franjo Tuđman održao svečani govor u Pazinu, gdje je, među ostalim, rekao da se Istra mogla održati, i tada i danas, samo kao sastavni dio Hrvatske, i to je jedan od razloga zašto državni praznik posvećen antifašizmu slavimo u Istri.[3]
- Hrvatska je od Svjetske banke dobila prvi kredit u vrijednosti od 128 milijuna dolara za obnovu cesta i pruga, kao i za rekonstrukciju elektroenergetskih postrojenja.[3]
- Ruski ministar vanjskih poslova Andrej Kozirev upozorio je da bi Moskva mogla odustati od svog protivljenja ukidanju embarga na uvoz oružja u korist bosanskih Muslimana ako bosanski Srbi odbiju mirovni plan, koji bi uskoro trebao biti završen.[3]
- Službeni Beograd izrazio pesimizam glede potpisivanja sporazuma prema prijedlogu kontaktne skupine UN za podjelu BiH, stoga, kako se ističe, Milošević pritišće Karadžića.[3]
- Srpski agresor na brčanskom bojištu najžešće napao otkad je potpisan sporazum o jednomjesečnom primirju, javio Sarajevski radio.[3]
- Njemačka vlada odlučila poslati 70 policajaca u Mostar.[3]

### 23. lipnja
- Pobunjeni hrvatski Srbi prekjučer opkolili UNPROFOR i silom spriječili popravak vodocrpilišta u Kakmi, rekao u Zadru novinarima glasnogovornik UNPROFOR-a za južni sektor A. Roberts.[3]
- Britanski zapovjednik UNPROFOR-a u BiH Michael Rose upozorio kako bi američko ukidanje embarga na isporuku oružja BiH moglo dovesti do potpunog povlačenja UN iz tog područja.[3]

### 24. lipnja
- Na vodocrpilištu u Kakmi još uvijek napeto, UNPROFOR je nemoćan, a Srbi prijete da će crtu razgraničenje promijeniti silom.[3]
- Dva poginula i pet ranjenih civila, kao i velika materijalna šteta, posljedica su srpskog minobacačkog napada na slobodno područje Usore, priopćeno iz 110. domobranske pukovnije Usora.[3]
- Zapovjednik Armije BiH Rasim Delić zatražio od muslimansko-hrvatske federacije da poduzme ofenzivu u ratu za oslobođenje zajedničke države.[3]
- Uoči odlaska u Trst Borislav Mikelić, premijer srpske krajine, za tisak SRJ izjavio kako ne vidi razloga da odbije službeni poziv Gianfranka Finija, lidera neofašističkog Nacionalnog saveza Italije, da posjeti tu zemlju.[3]
- Srpska vojska napala pripadnike Mirovnih snaga UN koji su pratili humanitarni konvoj u blizini Tuzle, plave kacige zatražile zračnu potporu NATO-a.[3]

### 25. lipnja
- Na Krfu završen summit Europske unija, na kojem je zaključeno da se Nizozemske pokazala krajnje neuspješnom u vođenju EU-a, i to u prvom redu zbog politike spram bivše Jugoslavije, te joj se pripisuje velika odgovornost za širenje srpske agresije.[3]

### 26. lipnja
- Borislav Mikelić, premijer tzv. RSK, ne prestaje iznenađivati javnost svojim radikalnim izjavama, kako je ovih dana u posjetu Italiji, tamo je ponudio Zadar Talijanima, a on bi trebao biti i najveća luka RSK, uz Zadar Mikelić nudi Talijanima i Istru, kao i Šibenik.[3]
- Za Banjalučki radio lider bosanskih Srba Radovan Karadžić izjavio da Srbi u BiH neće potpisati nikakav mir ako to automatski ne znači i ukidanje sankcija prema Srbiji i Crnoj Gori.[3]

### 27. lipnja
- Predsjednik Republike Hrvatske dr. Franjo Tuđman primio ministra vanjskih poslova Republike Italije Antonija Martija i tom prilikom izrazio nadu da e srpska okupacija područja Republike Hrvatske riješiti na miran način.[3]
- Logorašica zloglasnog logora Omarska kod Prijedora Jadranka Cigelj, dobitnica francuske nagrade Ludovic Trarieux, koje je prvi nosilac 1985. bio Nelson Mandela, Haaškom sudu podnijela tužbu protiv Predsjednika Srbije Slobodana Miloševića i predsjednika tzv. republike srpske Radovana Karadžića.[3]
- Radovan Karadžić, u Beogradu, rekao novinarima da, ako se u BiH želi postići mir, svjetske sile to moraju platiti tako da za teritorijalne ustupke Srbima plate 7 milijardi dolara.[3]

### 28. lipnja
- Ne uspije li najnoviji mirovni plan za BiH, predsjednik republike srpske Radovan Karadžić, UNPROFOR povući, a Muslimani će biti ostavljeni na milost i nemilost Hrvatima i Srbima.[3]
- Kontaktna skupina, koja se dosada sastajala u Washingtonu i Londonu, sastala se u Parizu, s mandatom da riješi posljednje detalje na zemljovidu unutrašnje podjele BiH.[3]

### 29. lipnja
- Kontaktna skupina, koja se sastala u Parizu, suglasila se o detaljnom zemljovidu koji će biti predstavljen stranama u BiH.[3]
- Samozvane vlasti Srba na okupiranim dijelovima Hrvatske zabranile američkom veleposlaniku u Hrvatskoj Peteru Galbraithu posjet Vukovaru, optužujući ga da je protiv Srba.[3]

### 30. lipnja
- Zahtjev da se hrvatska područja uključe u veliku Srbiju potpuno je nerealan, hrvatski narod u cjelini s njime se ne može pomiriti i na njega neće pristati - izjavio u intervjuu za Večernji list, u povodu njegove 35. obljetnice, hrvatski predsjednik dr. Franjo Tuđman.[3]
- Američki veleposlanik u Hrvatskoj Peter Galbraith razočaran nemoći UNPROFOR-a nakon što su mu okupatorske vlasti zabranile ulazak u Vukovar.[3]